# Mobitel
Mobitel es un operador móvil de Eslovenia en el país con las tecnologías y servicios líderes.

## Historia
Se estableció en octubre de 1991 como una sociedad de responsabilidad limitada. El fundador fue Ljubljana, al que se unieron otras empresas eslovenas a finales de año. En noviembre de 1992, se transformó en una sociedad anónima. 
En 1994, separaron las actividades de correos y telecomunicaciones y transfirió este último, junto con la infraestructura, a la recién fundada Telekom Slovenije, que se convirtió en propietaria de una participación del 100 por ciento. En 1995, se convirtió en el operador nacional de telecomunicaciones móviles digitales mediante el decreto del Gobierno de la República de Eslovenia.
En 1996, la compañía también se convirtió en un miembro de la asociación GSM internacional, uniendo a operadores y fabricantes de dispositivos GSM. Los miembros de la asociación permitieron el establecimiento de los primeros contratos de roaming mutuo en redes extranjeras. En julio de 1996, la compañía proporcionaba una cobertura de 40% de la población.
En 2000, 1.000.000 millones de usuarios ya utilizaban los servicios de Mobitel en las redes GSM y NMT. En noviembre de 2001, la empresa fue la primera en Eslovenia en obtener un contrato de concesión, que fue la tercera generación de telecomunicaciones móviles. Además de la telefonía, la red existente habilitó también una serie de servicios adicionales.
En 2002, la red comenzó a soportar mensajes multimedia MMS. Desde 2003, los usuarios de la red han podido acceder a contenido multimedia en el portal móvil Planet. En diciembre de 2003, lanzó el UMTS de tercera generación, la primera en el mundo.
En marzo de 2013, Mobitel lanzó la red LTE a frecuencias de 1800 MHz, cubriendo 27 ciudades con 93 celdas (37,25% de la población), ampliando su cobertura a 31 ciudades (39,75% de la población) en abril. A finales de 2013  tendrán 250 sitios de células operativas. 
En junio de 2014, amplió su red utilizando la nueva frecuencia de 800 MHz. Además de la red GSM, UMTS y LTE. También ofrece acceso inalámbrico a Internet WLAN a través de la red NeoWLAN.

### Información de la red
La empresa cubre el 99,7% de la población eslovena con GSM, 91,42% con UMTS y 39,75% con red LTE. Proporciona a sus usuarios las mejores opciones de roaming, ya que proporciona el uso de servicios móviles de operadores extranjeros en la mayoría de los países de todo el mundo. 